# Atherigona binubila
Atherigona binubila är en tvåvingeart som först beskrevs av Fritz Isidore van Emden 1940.  Atherigona binubila ingår i släktet Atherigona och familjen husflugor. Inga underarter finns listade i Catalogue of Life.